# John Joseph Paul
John Joseph Paul (* 17. August 1918 in La Crosse, Wisconsin, USA; † 5. März 2006) war ein US-amerikanischer Geistlicher und römisch-katholischer Bischof von La Crosse.

## Leben
John Joseph Paul empfing am 24. Januar 1943 durch Weihbischof William Richard Griffin das Sakrament der Priesterweihe.
Am 17. Mai 1977 ernannte ihn Papst Paul VI. zum Titularbischof von Lambaesis und zum Weihbischof in La Crosse. Der Bischof von La Crosse, Frederick William Freking, spendete ihm am 4. August desselben Jahres die Bischofsweihe; Mitkonsekratoren waren der Bischof von Rockford, Arthur Joseph O’Neill, und Weihbischof Mark Francis Schmitt aus Green Bay.
Papst Johannes Paul II. ernannte ihn am 14. Oktober 1983 zum Bischof von La Crosse. Am 5. Dezember desselben Jahres wurde er in das Amt eingeführt.
Am 10. Dezember 1994 nahm Papst Johannes Paul II. seinen altersbedingten Rücktritt an.